# Alfred Muzzarelli
Alfred Muzzarelli (* 27. Februar 1890 in Wiener Neustadt; † 5. Mai 1958 in Schruns) war ein österreichischer Opernsänger (Bassbariton).

## Leben
Als Sohn einer seit Generationen mit dem Theater verbundenen Familie besuchte Alfred Muzzarelli die Obermittelschule in Wiener Neustadt, wo er Mitglied der pennalen Burschenschaft Nibelungia wurde. Er studierte Chemie in Wien. Während seines Studiums wurde er 1911 Mitglied der Wiener Burschenschaft Libertas. Seine musikalische Ausbildung erhielt er an der Wiener Musikakademie. Ab 1919 bis zu seinem Lebensende war er an der Wiener Staatsoper engagiert. Er trat einige Jahre auch bei den Salzburger Festspielen auf.